# Episema dentimacula
Episema dentimacula là một loài bướm đêm trong họ Noctuidae.